# セグン・トリオラ
セグン・トリオラ（Segun Toriola、1974年9月18日 - ）はナイジェリアの卓球選手。身長182cm、体重63kg、2009年1月時点で世界ランクは56位。

## 略歴
ナイジェリアのイロリン出身。17歳の頃から国際大会に出場し始め、1995年にジンバブエで行われたAfrican gamesでシングルス、ダブルス、団体で優勝し三冠達成。1999年の同大会では更に混合ダブルスのタイトルも加わって四冠を達成した。ITTFプロツアーには普段は参加しないものの、2008年のドイツオープンではシングルスでベスト16に入った。若い頃は世界選手権などでは大した成績を残せなかったが、当時からアフリカでは圧倒的な強さを発揮。1998年と2002年のアフリカ選手権ではシングルスで優勝し、二連覇している。しかし近年は世界選手権やワールドカップといった大会で格上の選手を度々破るなど、アフリカのみならず世界的にも活躍している。コモンウェルスゲームズにも出場経験があり、2002年のマンチェスター大会ではシングルスで優勝している。
オリンピックにはバルセロナオリンピック、アトランタオリンピック、シドニーオリンピック、アテネオリンピック、北京オリンピック、ロンドンオリンピック、リオデジャネイロオリンピックの七度出場している。特に北京五輪ではシングルスでセイブに勝ち、呉尚垠とセットオールまでもつれ込む激戦を繰り広げるなど活躍した。

## プレースタイル
黒人特有のしなやかさと力強さを併せ持っており、黒人プレーヤー独特のリズムと恵まれたスピードを活かした中・後陣での粘りが特徴。ぎごちないフォアハンドを補って余りあるストライクゾーンの広いバックハンドが武器。

## 主な戦績
- 1991年
  - African gamesカイロ大会 男子シングルス ベスト8、混合ダブルス ベスト4、男子団体優勝
- 1992年
  - アフリカ選手権ラゴス大会 男子シングルス準優勝、男子ダブルス優勝、混合ダブルス優勝、男子団体優勝
- 1994年
  - アフリカ選手権カイロ大会 男子シングルス準優勝、男子ダブルス優勝、男子団体優勝
- 1995年
  - African gamesハラレ大会 男子シングルス優勝、男子ダブルス優勝、混合ダブルス準優勝、男子団体優勝
  - コモンウェルス選手権シンガポール大会 男子ダブルス準優勝
- 1998年
  - アフリカ選手権ポートルイス大会 男子シングルス優勝、男子ダブルス ベスト4
- 1999年
  - African gamesヨハネスブルグ大会 男子シングルス優勝、男子ダブルス優勝、混合ダブルス優勝、男子団体優勝
- 2001年
  - コモンウェルス選手権ニューデリー大会 男子シングルス ベスト4、男子団体優勝
- 2002年
  - アフリカ選手権ビゼルト大会 男子シングルス優勝、男子ダブルス準優勝、混合ダブルス優勝、男子団体準優勝
  - コモンウェルスゲームズマンチェスター大会 男子シングルス優勝
- 2003年
  - African gamesアブジャ大会 男子シングルス優勝、男子ダブルス優勝、混合ダブルス準優勝、男子団体優勝
- 2006年
  - コモンウェルスゲームズメルボルン大会 男子シングルス3位、男子ダブルス優勝
- 2007年
  - African gamesアルジェリア大会 男子シングルス優勝、男子ダブルス優勝、男子団体準優勝
- 2008年
  - ITTFプロツアー・ドイツオープン 男子シングルス ベスト16

## その他
- 趣味は音楽と旅行。
- 英語の他にイタリア語も話せる。